# Doddaharanahalli, Krishnarajpet
Doddaharanahalli là một làng thuộc tehsil Krishnarajpet, huyện Mandya, bang Karnataka, Ấn Độ.